# Taiji Matsue
Pour les articles homonymes, voir Matsue (homonymie).
Taiji Matsue (松江 泰治, Matsue Taiji, né en 1963) est un photographe japonais.

## Expositions
- 2004 : Rencontres de la photographie d'Arles, France[2].
- 24 avril - 21 août 2005 : Taiji Matsue Landscape, Musée du château Moyland, Bedburg-Hau, Allemagne[3].

## Prix et distinctions
- 1996 : lauréat du prix Higashikawa dans la section « espoirs ».

- 2002 : lauréat de la 27e édition du Prix Kimura Ihei, Asahi Shimbun Publishing Co.